# Ломач, Эрнест Эдуардович
Эрнест Эдуардович Ломач (12 августа 1893 — 1993, Сан-Франциско, Калифорния) — российский яхтсмен. Участник летних Олимпийских игр 1912 года.

## Биография
Эрнест (в некоторых источниках Евгений) Ломач родился 12 августа 1893 года.
Занимался парусным спортом в Императорском речном яхт-клубе в Санкт-Петербурге.
В 1912 году вошёл в состав сборной России на летних Олимпийских играх в Стокгольме. Выступал в парусном спорте в классе «8 метров» на яхте «Норман». Экипаж, в который также входили Вячеслав Кузмичёв, Евгений Кун, Павел Павлов и Виктор Марков, поделил последние 5-7-е места, не набрав ни одного балла. В первой гонке показали результат 2 часа 18 минут 52 секунды, во второй — 2:16.15. В первой гонке яхта лидировала, однако возле последнего перед финишем поворотного буя вынуждена была остановиться из-за падения одного из членов экипажа за борт. Время потраченное на подъем упавшего снова на борт отбросило «Норман»  на четвертое место.
К 1913 году был волонтёром Императорского речного яхт-клуба, представлял его в Российском парусном гоночном союзе, был официальным обмерителем судов союза.
После Октябрьской революции был участником белого движения. Впоследствии эмигрировал в США.
Умер в 1993 году в американском городе Сан-Франциско. Похоронен на Сербском кладбище в окрестностях Сан-Франциско.

## Семья
Жена — Ольга Васильевна (? — около 3 ноября 1957, Сан-Франциско).